# Suilven
Der Suilven (Sula Bheinn auf Gälisch) ist ein 731 m (2.398 ft) hoher Berg in Schottland. Sein Name bedeutet etwa Pfeilerförmiger Berg oder Berg des Pfeilers und ist auf die normannischen Einwanderer des frühen Mittelalters zurückzuführen, die den Berg von See aus Richtung Nordwesten mit seiner schmalen, steil aufragenden Stirnseite erblickten. Er liegt in der Inverpolly National Nature Reserve, einem fast menschenleeren weiten Moorgebiet in Assynt in den Northwest Highlands.

## Beschreibung
Geologisch besteht der Suilven aus Torridonischem Sandstein, aufgelagert auf Gneis aus dem Lewisian und stellt einen Rest der ursprünglich die gesamte Region bedeckenden Sandsteinschicht dar. Der Berg blieb während der letzten Kaltzeit als Nunatak oberhalb der Eisdecke, erkennbar an den steilen, teils glattgeschliffenen Gipfelaufbauten.
Obwohl der Suilven aufgrund seiner vergleichsweise geringen Höhe nicht als Munro, sondern lediglich als Graham eingestuft ist und einige benachbarte Berge wie etwa der 847 m (2.779 ft) hohe Canisp deutlich höher sind, zählt er aufgrund seiner markanten, die Umgebung weithin dominierenden Gestalt zu den bekanntesten Bergen in den nordwestlichen Highlands. Der Suilven ragt als Inselberg nach allen Seiten steil aus dem ansonsten flachen Moorgebiet auf, sein gut zwei Kilometer langer schmaler Gratrücken läuft etwa von Nordwesten nach Südosten und besitzt drei markante, über den Grat verteilte Gipfel. Der höchste Punkt des Suilven liegt am nordwestlichen Ende des Grates und wird als Caisteal Liath (Gälisch für Graue Burg) bezeichnet, in der Mitte folgt der Meall Meadhonach (Mittlerer runder Berg) und am südöstlichen Ende der Meall Beag (Kleiner runder Berg). Zwischen dem Caisteal Liath und dem Meall Meadhonach wird der Gratrücken durch den tiefer liegenden Bealach Mor eingeschnitten. Aus Richtung Nordwesten wirkt der Kegel des Caisteal Liath sehr gleichmäßig und wird gelegentlich als Schottlands Zuckerhut bezeichnet. Der Anblick des Suilven von Südwesten wird dagegen eher mit dem langgestreckten Rücken eines Wals oder eines Dinosauriers verglichen.

## Aufstieg
In der weitgehend menschenleeren, von Mooren und Lochs geprägten Landschaft Assynts liegt der Suilven weitab menschlicher Siedlungen. Er ist nur über etwa 10 bis 13 Kilometer lange Wanderungen zu erreichen, so dass eine Besteigung insgesamt gut 20 bis 25 Kilometer Fußmarsch erfordert. Ausgangspunkte sind Glencanisp Lodge, östlich von Lochinver, oder die kleine Ansiedlung Elphin an der A835, nördlich von Knockan Crag, beide Ausgangspunkte sind durch einen Public Footpath verbunden. Der Zustieg zweigt nördlich des Bealach Mor von dem Public Footpath ab und führt über einen steilen Aufstieg zum Bealach, von dort mit leichter Kletterei auf den höchsten Punkt des Suilven. Es besteht außerdem eine etwas längere Zustiegsmöglichkeit von Süden. Ausgangspunkt ist die kleine Ansiedlung Inverkirkaig südlich von Lochinver, von dort führt ein Pfad über die Falls of Kirkaig und um Fionn Loch herum zur Südseite des Berges.

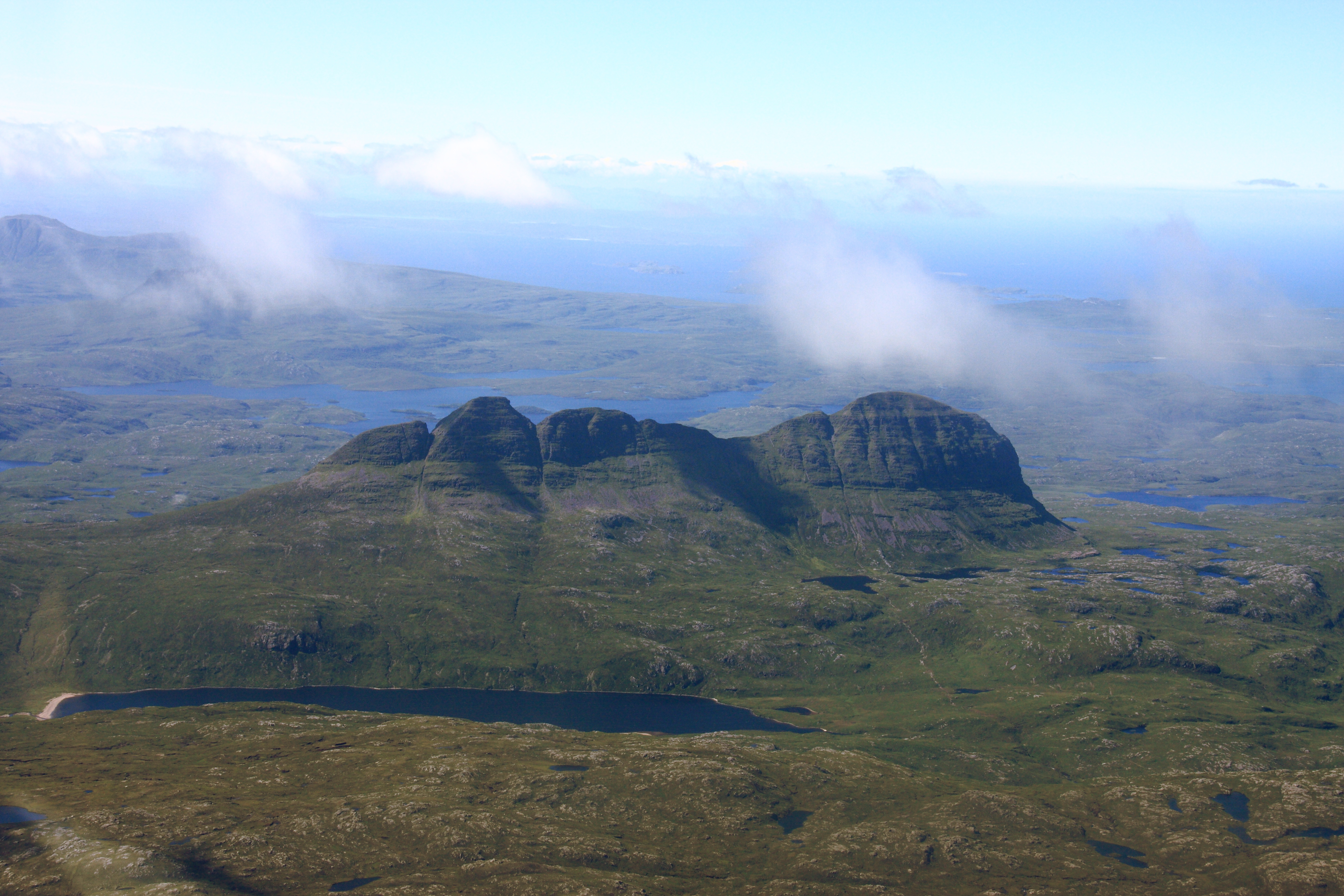
Luftbild des Suilven von Nordwesten
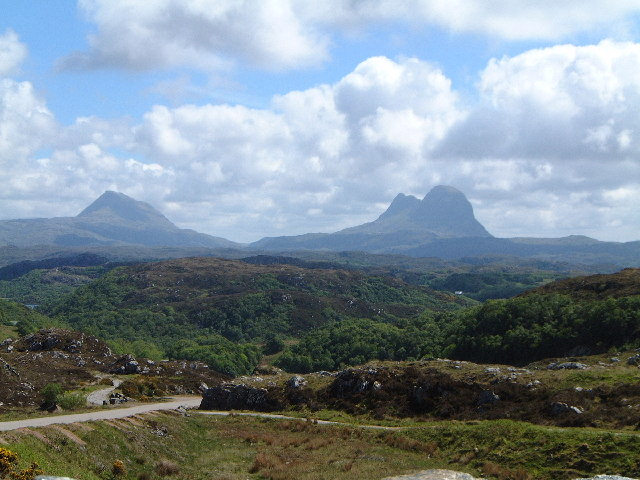
Blick von der Straße zwischen Lochinver und Stoer nach Osten zum Canisp (links) und Suilven (rechts)
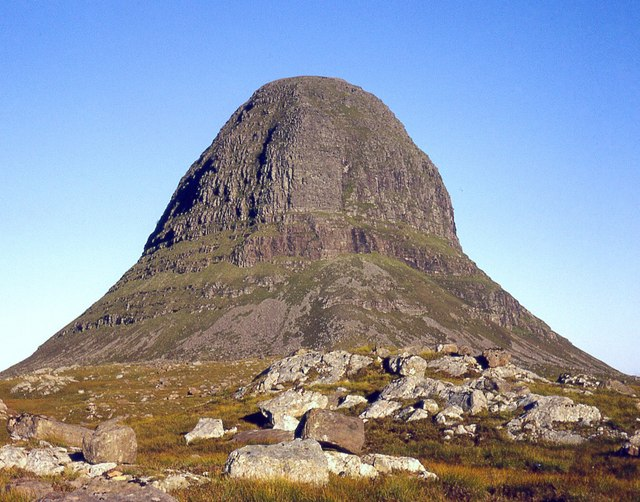
Blick von Nordwesten auf den Caisteal Liath, den höchsten Gipfel des Suilven
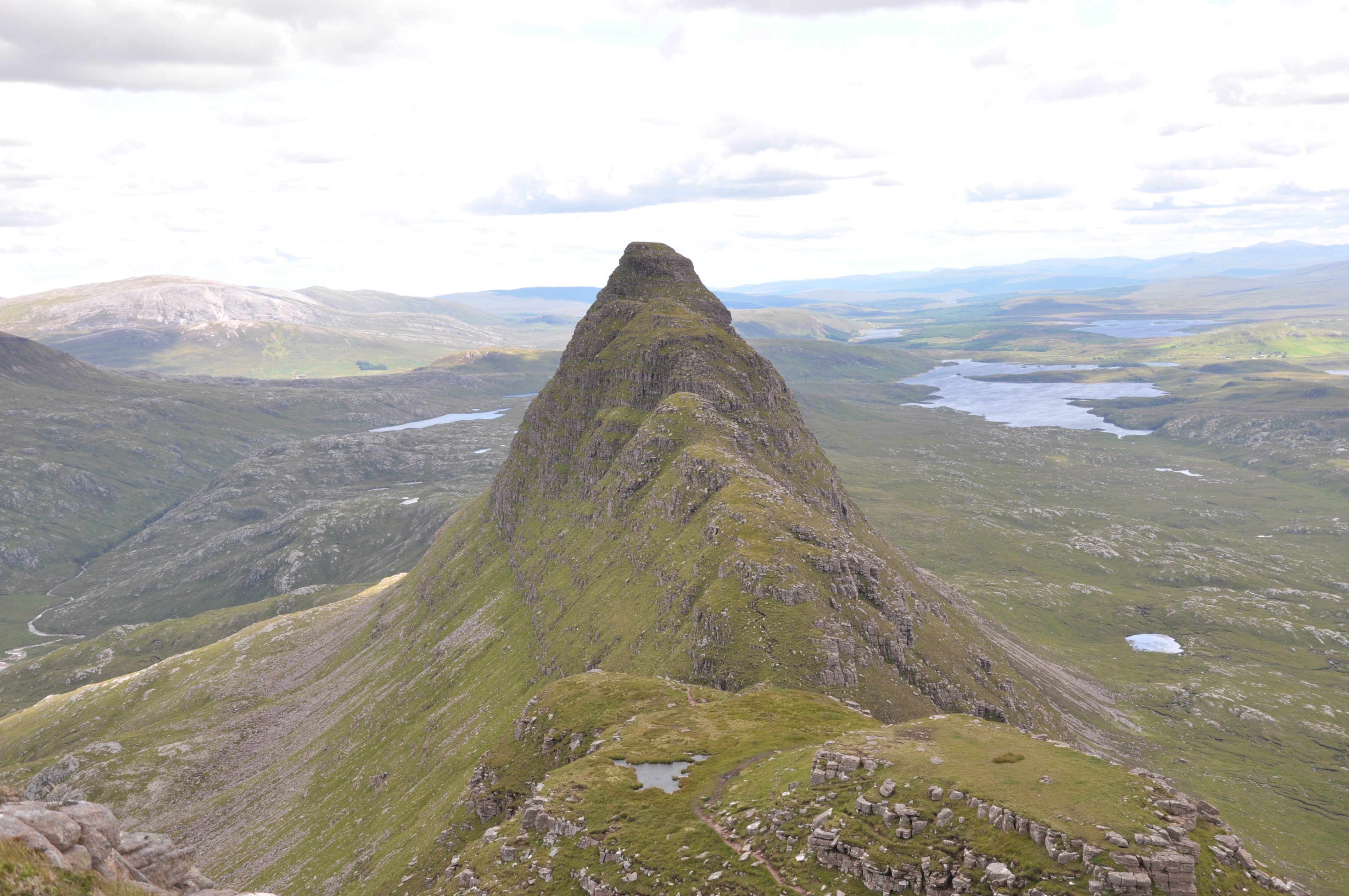
Blick vom Caisteal Liath nach Südosten über den Gratrücken des Suilven zum Meall Meadhonach

## Künstlerische Rezeption
Eine zentrale Rolle spielt der Suilven in dem 2017 in die Kinos gekommenen Film Edie – Für Träume ist es nie zu spät. Die Dreharbeiten für den Film, in dem sich die von Sheila Hancock gespielte, 83-jährige Edie nach dem Tod ihres Ehemannes den Traum einer Tour auf den Suilven erfüllen möchte, fanden im Sommer 2016 am Suilven statt.